# Carlos Simões (futebolista brasileiro)
Carlos Simões ou simplesmente Simões, foi um futebolista brasileiro, que atuava como atacante pelo  Fluminense.
Nascido nas regiões baianas do Brasil
Nascido em 1941, na Bahia, ainda nos dias de hoje, Simões é o jogador tricolor que mais marcou gols em um único Fla-Flu, 4 tentos na vitória do Flu por 5 a 2 em 6 de janeiro de 1949, partida disputada na cidade de Fortaleza. E também o maior artilheiro do confronto contra o Santos, com 5 gols, junto com Pelé e Pepe, mas tendo disputado apenas 3 jogos.

## Carreira
Simões atuou no Fluminense entre 29 de abril de 1944 e 24 de junho de 1953, tendo disputado 199 jogos pelo Tricolor, com 118 vitórias, 37 empates e 44 derrotas, marcando 97 gols.

## Títulos
Fluminense
Títulos com o F. F. C.
- Copa Rio: 1952
- Campeonato Carioca: 1946
- Campeonato Carioca: 1946
- Torneio Municipal do Rio de Janeiro: 1948
- Taça Departamento de Imprensa Esportiva: 1948 (Fluminense versus Racing - Argentina)
- Taça Embajada de Brasil (Peru): 1950 (Sucre versus Fluminense)
- Taça Comite Nacional de Deportes (Peru): 1950 (Club Alianza Lima versus Fluminense)
- Taça General Manuel A. Odria (Peru): 1950 (Seleção de Arequipa versus Fluminense)
- Taça Adriano Ramos Pinto: 1952 (Copa Rio - Fluminense versus Corinthians)
- Taça Cinquentenário do Fluminense: 1952 (Copa Rio - Fluminense versus Corinthians)
- Taça Milone: 1952 (Copa Rio - Fluminense versus Corinthians)
- Torneio José de Paula Júnior: 1952
- Copa das Municipalidades do Paraná: 1953
- Taça Benemérito João Lira Filho - (inauguração do estádio do Olaria: 1947 (Fluminense versus Vasco)
- Taça V.C Borba: 1947 (Atlético PR versus Flu)
- Taça Folha da Tarde: 1949 (Internacional-RS versus Flu)
- Taça Casa Nemo: 1949
- Troféu Prefeito Acrisio Moreira da Rocha: 1949 (Fla-Flu)
- Taça Secretário da Viação de Obras Públicas da Bahia: 1951 (Esporte Clube Bahia versus Fluminense)
- Taça Madalena Copello: 1951 (Fla-Flu)